# لیگ برتر هندبال زنان ایران ۱۳۹۷
لیگ برتر هندبال زنان ایران ۱۳۹۷ ۱۴مین دوره لیگ برتر هندبال زنان ایران است که از تاریخ ۹ شهریور ماه ۱۳۹۷ آغاز شده بود در ۱۲ بهمن‌ماه ۱۳۹۷ به پایان رسید. 
در این دوره از بازی‌ها ۸ تیم شرکت داشتند که  در ۱۴ هفته با هم به صورت رفت و برگشت روبه‌رو شدند. در پایان لارستان به قهرمانی این دوره از لیگ رسید. در هفته آخر تیم‌های اصفهانی ذوب آهن اصفهان و فولاد مبارکه سپاهان مسابقه حساسی برای کسب مقام سومی برگزار کردند.

## رده بندی پایانی
| رتبه | تیم                    | بازی | امتیاز | صعود و سقوط |
| ---- | ---------------------- | ---- | ------ | ----------- |
| ۱    | لارستان                | ۱۴   | ۲۶     |             |
| ۲    | تأسیسات دریایی         | ۱۴   | ۲۴     |             |
| ۳    | ذوب آهن اصفهان         | ۱۴   | ۱۹     |             |
| ۴    | فولاد مبارکه سپاهان    | ۱۴   | ۱۶     |             |
| ۵    | نفت و گاز گچساران      | ۱۴   | ۱۳     |             |
| ۶    | اشتادسازه طرقبه شاندیز | ۱۴   | ۶      |             |
| ۷    | هیأت هندبال البرز      | ۱۴   | ۴      |             |
| ۸    | پتروآموت پویا بوشهر    | ۱۴   | ۴      |             |